# Exorista elongata
Exorista elongata là một loài ruồi trong họ Tachinidae.